# ریج (ویرجینیای غربی)
ریج (به انگلیسی: Ridge) یک منطقهٔ مسکونی در ایالات متحده آمریکا است که در شهرستان مورگان، ویرجینیای غربی واقع شده‌است.